# Kap Hoadley
Kap Hoadley ist ein küstennaher Felsvorsprung im ostantarktischen Königin-Marie-Land. Das Kap liegt am östlichen Ende der Obruchev Hills und bildet die westliche Begrenzung des Eingangs des vom Scott-Gletscher besetzten Tals. Zudem separiert es den Scott- vom Denman-Gletscher kurz vor beider Einmündung in das Shackleton-Schelfeis.
Die Mannschaft der Western Base der Australasiatischen Antarktisexpedition (1911–1914) entdeckte das Kap. Deren Leiter, der australische Polarforscher Douglas Mawson, benannte es nach dem Geologen Charles Hoadley (1887–1947), einem Expeditionsteilnehmer.